# Foco
Foco em geral é tomado como o centro de e é nessa asserção que é tomada como o ponto onde se concentram os raios luminosos que passam por uma superfície transparente. Alternativamente é o ponto de convergência ou donde saem emanações.

## Óptica

O ponto focal F e a distância focal f de uma lente convergente, uma lente divergente, um espelho côncavo e um espelho convexo.

Na Óptica Geométrica, o foco é o ponto onde os raios de luz originários de um ponto no objeto convergem. 
No caso de espelhos esféricos, o ponto focal está situado sobre o eixo central. A distância focal em espelhos esféricos é dada pela seguinte equação:
{\displaystyle f={\frac {1}{2}}\cdot {r}}
Onde r é o raio de curvatura do espelho.
Nos espelhos côncavos, os raios paralelos e próximos ao eixo central são refletidos e convergem para o foco. Em um espelho convexo, os raios refletidos divergem, entretanto os prolongamentos desses raios convergem para o ponto focal. Se uma tela 
pequena for colocada no foco de um espelho côncavo, uma imagem pontual do objeto se forma na tela. Se for feito o mesmo experimento para um espelho convexo, não será formada imagem na tela. Isso ocorre pelo fato de que nos espelhos côncavos os raios de luz realmente se cruzam, ao contrário dos espelhos convexos, onde o cruzamento é apenas dos prolongamentos dos raios divergentes. Por esse motivo, o foco dos espelhos côncavos é considerado real com distância focal positiva e o foco dos espelhos convexos é considerado virtual com distância focal negativa.
A relação entre a distância focal e as distâncias do objeto e da imagem para espelhos esféricos é dada pela seguinte equação:
{\displaystyle {\frac {1}{f}}={\frac {1}{p}}+{\frac {1}{p'}}}
Onde:
- {\displaystyle p} = distância do objeto ao espelho.
- {\displaystyle p'} = distância da imagem ao espelho.

No caso de lentes, os raios de luz que são incididos sofrem refração. O foco real de uma lente delgada fica no lado oposto ao objeto, pois nesse ponto os raios realmente se cruzam. Em uma lente delgada convergente, os raios paralelos ao eixo 
central convergem para o ponto focal real, situado do outro lado da lente. Na lente delgada divergente, os prolongamentos 
dos raios que incidem paralelamente ao eixo central convergem para o ponto focal virtual, localizado no mesmo lado do objeto. 
Em uma lente delgada imersa no ar, a distância focal é dada pela seguinte equação:
{\displaystyle {\frac {1}{f}}=\left({\frac {n_{l}}{n_{m}}}-1\right)\cdot \left({\frac {1}{r_{1}}}+{\frac {1}{r_{2}}}\right)}
Onde:
- {\displaystyle n_{l}} = índice de refração da lente.
- {\displaystyle n_{m}} = índice de refração do meio.
- {\displaystyle r_{1}} curvatura da superfície da lente mais próxima do objeto.
- {\displaystyle r_{2}} = raio de curvatura da outra superfície.

Nas lentes delgadas convergentes, a distância focal é considerada positiva. Já nas lentes delgadas divergentes, ela é considerada negativa.

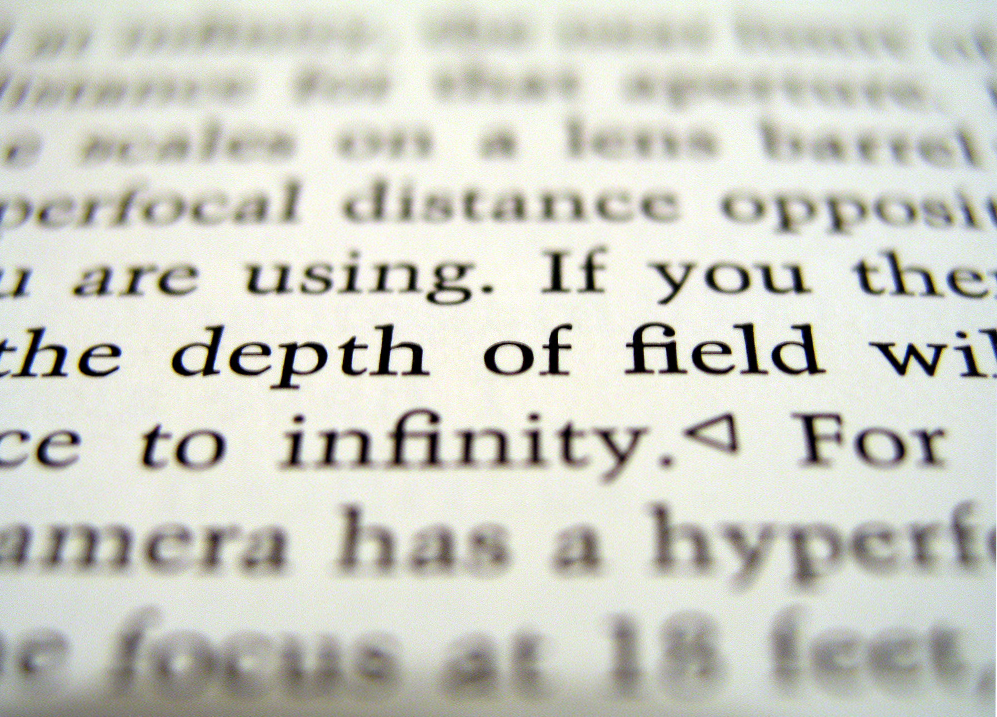
Exemplo de focalização.

## Fotografia

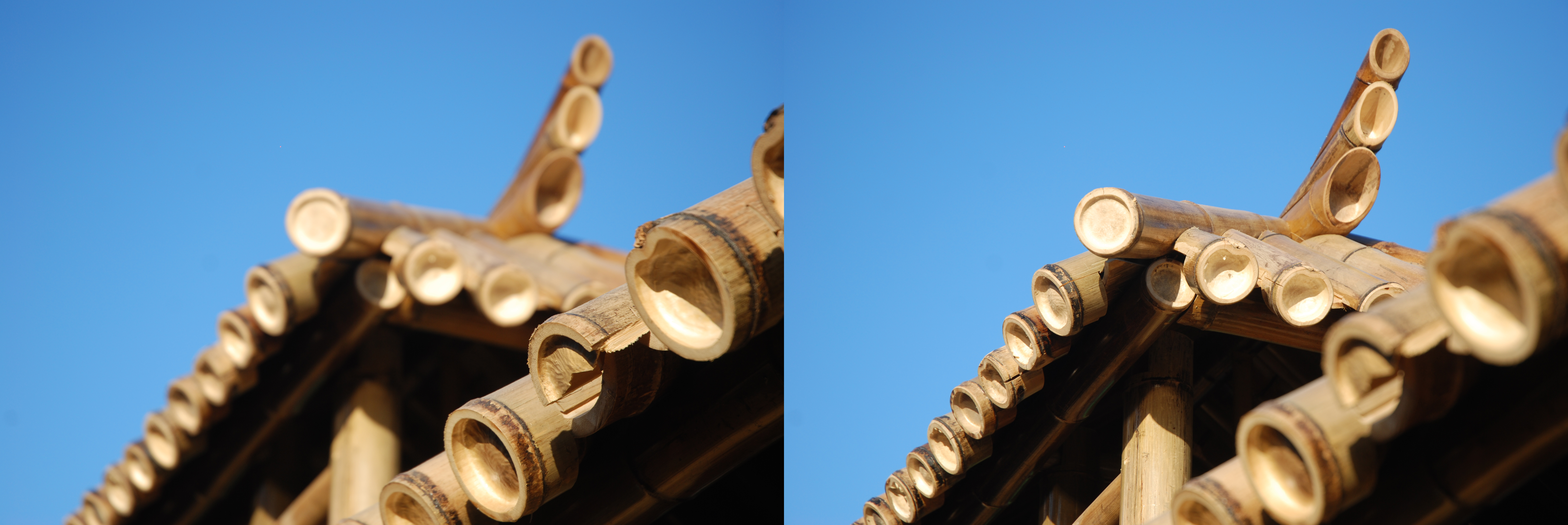
Demonstração do foco da fotografia para diferentes distâncias: telhado de bambu

No processo fotográfico é um ajustamento para dar mais nitidez ao objeto que terá mais importância na foto. Temos aqui duas distâncias importantes:
- Distância focal
- Profundidade de campo

## Na visão humana
O olho humano corresponde a uma lente fotográfica de 22,3 mm, com campo de visão em torno de 150 graus. Porém enxerga com nitidez/com foco apenas uma área de 10 graus. Toda vez que o olho humano troca o foco da visão (entre um objeto e outro, por exemplo), o sistema nervoso deixa de receber informações visuais por cerca de 0,1 segundo.